# Поташ, Моисей Абрамович
Моисей Абрамович Поташ (26 апреля (8 мая) 1892, Двинск — 17 марта 1973, Брест) — советский историк-марксист, профессор, общественный деятель.

## Биография
Родился 13 апреля (по старому стилю) 1892 года в Двинске в семье владельца магазина Абрама Меер-Иоселевича Поташа (1870—?) и Фрейды-Зельды Мовшевны Юдиной. Семья жила на улице Петербургской, № 50-9.
До 1924 г. Моисей Поташ жил в Витебске. С 1914 по 1920 гг. являлся членом Бунда, в 1920 г. вступил в РКП(б). В 1922 году несколько месяцев был редактором "Дер Ройтер штерн" - газеты витебской Евсекции, в 1924 г. опубликовал на идише брошюру "В Красной армии. Обращение к призывникам, родившимся в 1902 году".
По мнению А. Зельцера, был лидером «троцкистской оппозиции» в витебской партийной организации ВКП(б), выступая за расширение внутрипартийной критики и постоянное обновление партийных кадров на всех уровнях, тем самым полностью отрицая сталинскую идею о ведущей роли "старой испытанной гвардии". В 1923-1924 гг. возглавлял витебский Еврейский педагогический техникум им. Эстер Фрумкиной.
В 1924 — 1936 гг. работал в качестве доцента (с 1932 — профессор) по истории народов СССР в Белорусском государственном университете. В 1930 г. окончил Институт красной профессуры. В 1931—1936 гг. работал заместителем директора Института истории партии при ЦК КП(б)Б. В 1937 г. научный работник Белорусской государственной библиотеки им. В.И. Ленина.
Арестован 10 декабря 1937 г. как "активный участник антисоветской троцкистской организации". По постановлению внесудебного органа от 15 августа 1939 г. Заключен в ИТЛ г. Красноярска сроком на 8 лет. Освобожден из заключения в декабре 1945 г.
01.03.1946 — 29.07.1948 - старший научный работник в Института истории Академии наук БССР.
После издания 21 февраля 1948 года Президиумом Верховного Совета СССР указа «О направлении особо опасных государственных преступников по отбытии наказания в ссылку на поселение в отдалённые местности СССР» и постановления Совета Министров СССР «Об организации лагерей и тюрем со строгим режимом для содержания особо опасных государственных преступников» снова арестован как «бывший троцкист» 9 ноября 1948 г. По постановлению внесудебного органа от 2 марта 1949 г. по ст. 72 «а» и 76 УК БССР отправлен в ссылку на поселение.
08.06.1951-20.09.1954 — сторож в Дзержинском райпромкомбинате.
Реабилитирован по обоим приговорам 29 декабря 1955 г. Верховным судом БССР.
Жена Моисея Поташа Роза Берзон (1892, Вильно − 1942, Минск), учитель, сын Эрнест (1936, Минск − 1942, Минск) и дочка Клара (1927, Минск — 1942, Минск) погибли в Минском гетто.

## Научная и общественная деятельность
В начале 1930-х гг. Моисей Поташ был единственным профессором по российской истории в БГУ, где читал лекции по периоду феодализма.
Автор исследований по истории революции 1905—1907 гг., Февральской и Октябрьской революциям.
В своей книге "Большевизм и мелкобуржуазные партии в революции 1905 г. в Белоруссии" (1931 г.) подчеркивал, что Бунд и в революции 1905 г. являлся мелкобуржуазной, демократическо-революционной партией. По мнению А. Великого, Поташ был вынужден корректировать свои взгляды на Бунд по мере обострения классовой борьбы и развертывания внутрипартийной критики. В отчетном докладе первого секретаря ЦК КП(б)Б В.Шаранговича на 14 съезде партии (23-29 января 1932 г.), вместе с С. Агурским, был раскритикован за "искажение" истории большевизма. Поэтому в 1932 г. выступил со статьей «Против фальсификации истории КП(б)Б и БССР», в которой уже утверждал, что "Бунд проповедовал буржуазную националистическую теорию национально-культурной автономии, и с этих позиций он исходил в своих конкретных требованиях в национальном вопросе", а также что "Бунд являлся самым преданным сторонником капиталистической реставрации в Белоруссии и самым ярым врагом пролетарской революции".
В январе 1934 г. был раскритикован за «идеализацию Бунда» первым секретарем ЦК КП(б)Б Николаем Гикало на XV съезде партии. В этом же году опубликовал в «Большевике Белоруссии» статью «Контрреволюционная роль Бунда в Октябрьской революции», где критиковал Бунд как «еврейский национал-фашизм».
Исследовал взгляды К. Маркса и Ф. Энгельса на народнический социализм в России, писал о роли и месте П. Н. Ткачева в истории русского революционного движения. Поташ отрицал особую роль народничества в развитии социалистической теории и учения о социалистическом строительстве после победы революции, однако признал вклад народников в борьбу против крепостничества.
По словам внука, Моисей Поташ во время ареста отказался давать ложные показания против академика А. М. Панкратовой, о чем она впоследствии вспоминала.

## Сочинения
- Поташ, М. К вопросу об оценке народовольчества // Книга и революция. 1929. № 24. С. 1-8.
- Поташ, М. Народнический социализм. — Москва, Ленинград : Гос. изд-во, 1930. — 176 с.
- Поташ, М. Маркс и Энгельс о народническом социализме в России // Маркс, Ленин и Плеханов о народничестве и «Народной воле»: Сборник статей. — Москва : Соцэкгиз, 1931. — 196 с.
- Поташ, М. О революции 1905 г. //Большевик Белоруссии, NN1-2, 1931.
- Поташ, М. Против фальсификации истории КП(б)Б и БССР // Большевик Белоруссии, № 19-20, 1932.
- Поташ, М. Контрреволюционная роль Бунда в Октябрьской революции // Большевик Белоруссии, 1934, № 19.